# 成遜
成遜（1539年—？），原作程遜，後恢复成姓，字惟謙，號益斋，直隸大名府開州長垣縣人，民籍，明朝政治人物。

## 生平
嘉靖四十三年（1564年）甲子科順天鄉試第一百十三名舉人，隆慶五年（1571年）中式辛未科會試第二百五十九名，三甲第二百五十六名進士。都察院觀政，初授广昌县知县，次年调南阳县，萬曆五年（1577年）擢吏部主事，八年升员外郎，万历九年（1581年）二月升山东左参议，十一年三月升山东永平兵备副使，丁父憂歸。十五年十月补任山东副使、管理开原兵备事务，十六年晋右参政，照旧管事，十七年十二月升山西按察使、整饬蓟州兵备，十九年十月升任顺天巡抚，十一月以蓟鎮告急，令速赴辽东任总督事，不久回籍。

## 家族
曾祖程磊；祖父程岱，號凝所；父成宦（1517年-1584年），字缙甫，號近山，封吏部主事。母朱氏（1518年-1545年）；繼母王氏。嚴侍下。從兄程遷，從弟程選、程通、程述、程蓮、程蓬、程薖、程邁。弟成蘧（廪生）；次弟成道，萬曆七年己卯科举人。從父成宰，嘉靖三十四年乙卯舉人，官睢州知州。從子成伯龍、成仲龍，皆為進士。
有子成其德、成其行、成其節、成其業。